# Honorable Compañía de Golfistas de Edimburgo
La Honorable Compañía de Golfistas de Edimburgo (en inglés, Honourable Company of Edinburgh Golfers), con sede en Muirfield, Escocia, es el más antiguo club de golf del mundo, si bien el juego existía ya desde antes. Fue fundado en 1744 cuando se establecieron las trece primeras Reglas del golf antes de organizar la primera competición de golf que se jugó en Leith. Después el club se mudó en 1836 a Musselburgh y en 1891 a Muirfield. Aquí se disputa en ocasiones el Abierto Británico desde 1892.
Tales reglas fueron asumidas seguidamente por The Royal and Ancient Golf Club of St Andrews.